# Адживика
Адживика е школа в древната индийска философия и аскетично движение от епохата на Махаджанапада (6-3 век пр.н.е.).
Това е едно от основните хетеродоксни (настика) течения в индуизма, наред с Чарвака, джайнизма и будизма, с които вероятно възниква по едно и също време. За разлика от последните две движения, които се развиват в самостоятелни религии, Адживика достига своя разцвет по времето на владетеля Биндусара в началото на 3 век пр.н.е., след което постепенно изчезва. Запазените до днес сведения за школата са оскъдни и идват главно от враждебно настроени към нея джайнистки и будистки източници.